# Горелик, Лев Давыдович
Горелик Лев Давыдович (16 февраля 1929, Бобруйск — 11 апреля 1996, Минск) — советский скрипач, музыкальный педагог. Заслуженный артист Белорусской ССР (1963). Народный артист Белорусской ССР (1980), доцент кафедры струнных смычковых инструментов Белорусской государственной академии музыки.

## Биография
Лев Давидович Горелик родился 16 февраля 1929 года в Бобруйске. Его отец, Давид Горелик, был извозчиком, мать Марьяся (Мария) — домохозяйка. В семье было семеро детей. Лева занимался в музыкальной школе Бобруйска, но, заметив успехи, родители показали сына заведующему кафедрой скрипки Московской консерватории, профессору А. И. Ямпольскому.
Лев Горелик окончил Центральную музыкальную школу в 1945 году и по причине болезни вернулся в Белоруссию, где поступил в Белорусскую консерваторию и параллельно работал артистом Государственного академического симфонического оркестра БССР.
В 1952 окончил Белорусскую консерваторию (ученик А. Л. Бессмертного и А. Н. Амитона).
С 1956 — концертмейстер оркестра Государственного театра оперы и балета БССР.
С 1952 преподавал в Средней специальной музыкальной школе при консерватории, в 1960—1977 — в Минском музыкальном училище, а с 1981 — в Белорусской консерватории.
Годы активного концертирования Льва Горелика отмечены настоящим взлётом белорусской скрипичной музыки. Он исполнял произведения Анатолия Богатырёва, Григория Пукста, Петра Подковырова, Генриха Вагнера, Эдди Тырманд, Евгения Глебова, Дмитрия Смольского, Григория Суруса, Кима Тесакова, Андрея Мдивани, Галины Гореловой, Валерия Каретникова, Нины Устиновой, Макса Фишмана и многих других. Стал первым из скрипачей, кто обратился к произведениям Михаила Ельского.
Лев Горелик умер 11 апреля 1996 года в Минске, похоронен на Северном кладбище.